# Абдуллин, Марат Ибрагимович
Мара́т Ибраги́мович Абду́ллин (баш. Марат Ибраһим улы Абдуллин; род. 16 октября 1948, Шаран, Башкирская АССР) — советский и российский химик.
Доктор химических наук, профессор, заведующий кафедрой технической химии Башкирского государственного университета.

## Биография
Родился 16 октября 1948 года в селе Шаран одноимённого района Башкирской АССР в составе РСФСР СССР.
В 1971 году окончил Башкирский государственный университет.
С 1974 года работает там же: в 1986—1989 — декан химического факультета, в 2000—2011 — декан химико-технологического факультета, с 1996-го — заведующий кафедрой технической химии.
В 1981 году был награждён нагрудным знаком «Изобретатель СССР».
В 1988 году получил степень доктора химических наук, в 1989-м — звание профессора.
В 2001 году был награждён почётными званиями «Почётный работник высшего профессионального образования Российской Федерации» и «Заслуженный деятель науки Республики Башкортостан», в 2004-м — «Отличник образования Республики Башкортостан».

## Научная деятельность
Автор свыше 300 научных трудов и 50 изобретений.
Научные труды посвящены исследованиям в области химии и технологии высокомолекулярных соединений, созданию полимерных материалов для электронно-технической, автомобильной, лёгкой, строительной и других отраслей промышленности.
Разработал более 30 полимерных композиционных материалов, а также химикатов-добавок к ним, 20 из которых внедрены в производство на предприятиях «Авангард», «Каустик», «Уфимкабель».

## Награды
- Нагрудный знак «Изобретатель СССР» (1981)[1];
- Почётное звание «Почётный работник высшего профессионального образования Российской Федерации» (2001)[1];
- Почётное звание «Заслуженный деятель Республики Башкортостан» (2001)[1];
- Почётное звание «Отличник образования Республики Башкортостан» (2004)[1].